# Kaffesjön
Kaffesjön är en sjö i Jokkmokks kommun i Lappland och ingår i Luleälvens huvudavrinningsområde. Sjön har en area på 0,0388 kvadratkilometer och ligger 435,5 meter över havet.

## Delavrinningsområde
Kaffesjön ingår i det delavrinningsområde (740828-171178) som SMHI kallar för Inloppet i Allakjaure. Medelhöjden är 421 meter över havet och ytan är 21 kvadratkilometer. Det finns inga avrinningsområden uppströms utan avrinningsområdet är högsta punkten. Kaltisbäcken som avvattnar avrinningsområdet har biflödesordning 2, vilket innebär att vattnet flödar genom totalt 2 vattendrag innan det når havet efter 175 kilometer. Avrinningsområdet består mestadels av skog (84 procent). Avrinningsområdet har 1,65 kvadratkilometer vattenytor vilket ger det en sjöprocent på 7,8 procent.